# Bergstadt (Wermelskirchen)
Bergstadt ist eine Hofschaft in Wermelskirchen, Ortsteil Dhünn, in Nordrhein-Westfalen. Ursprünglich hieß der Ort Berensterz und war ein Adelssitz. Das eigentliche adelige Haus ist schon früh abgegangen.

## Geschichte

### Der Adel
Laut einer Quelle waren 1534 die Eigentümer Engelbert von Berensterz und Grete seine Ehefrau mit ihren Eltern Mitglied in der Rosenkranzbruderschaft zu Lindlar (Engelbert van Berrenstches gretge ouxor myt yren alderen).
1569 schrieb am 25. November Peter von Landsberg seiner Schwägerin Anna von Quadt, Witwe v. Neuhoff genannt Ley, dass er seinen Schwiegersohn Johann Stail von Holstein zu Berensterz angewiesen habe, bei ihr seinen Heiratspfennig zu erheben. Darauf liegt eineinhalb Jahre später im Februar 1571 eine Empfangsbestätigung des Peter von Landsberg über 1050 Goldgulden vor, die er von Anna v. Quad, Witwe des v. d. Leyen als Teilzahlung der ihm schuldigen Kaufsumme von 2100 1/2 Gold für die Güter zu Renkusen und Meisterwinkel als Heiratsgut für Tochter Johanna seinem Schwiegersohn Johan Stail v. Holstein zu Berensterz ausgehändigt hat.
Laut Burger Lagerbuch waren 1610 ein Juncker Vollmar und 1692 die Witwe Schmidts zu Schmidtsfeld Besitzer der Hofschaft. 1667 nennt der catalogus der adelichen Sitze und freyen Höffen im Amt Bornefeld einen Schierp als Inhaber der Höfe.
Im Jahre 1707 soll Johann Werner von Gürtzgen als Besitzer von Berensterz genannt sein.

### Verkauf an Bürgerliche
Am 16. August 1723 verkauften die adeligen Familien v. Gülich, v. Eller und v. Carbiston das freiadeliche Gut Bierenstertz an Scheffen Peter Siebel und Christian und Dietrich Tillmanns für 2000 Reichstaler. 1750 wurde die  herzogliche Fischerei in der kleinen Dhünn an einen Junker Stahlen versetzt, wieder eingezogen und an den Gerichtsschreiber Arnold Brosy erblich verpachtet. 1812 führten ein Nachbar Heinrich Tillmanns einen Prozess gegen die Erben Siebel wegen Grenzstreitigkeiten. Im Urkataster von 1828 bis 1830 besaß Friedrich Wilhelm Siebel laut Kataster-Artikel 196 das Anwesen. Es war 97 Morgen groß mit Häusern innerhalb der Flur (2 Parzellen 100 und 104). Die Neuaufnahme des Kataster im Jahre 1866 zeigt die Größe des Gutes dann mit 103 Morgen an.
Die Erbteilung Siebel von 1872 vor Notar Reichmann zu Wermelskirchen zeigt eine Masse von 3276 Talern und im Jahre 1898 verkaufte Hermann Siebel an seinen Sohn Hermann Siebel das Anwesen zum Preis von 24.000 Mark.